# Tichá Orlice
 (décembre 2014).
Si vous disposez d'ouvrages ou d'articles de référence ou si vous connaissez des sites web de qualité traitant du thème abordé ici, merci de compléter l'article en donnant les références utiles à sa vérifiabilité et en les liant à la section « Notes et références ».
La Tichá Orlice (en allemand : Stille Adler) est une rivière tchèque de 107 km de long. Elle est un affluent de l'Orlice et donc un sous-affluent de l'Elbe.

## Parcours
La Tichá Orlice arrose successivement les villes de :
- Jablonné nad Orlicí
- Letohrad
- Ústí nad Orlicí
- Brandýs nad Orlicí
- Choceň
- Borohrádek